# Henk van Brummen
H.A. (Henk) van Brummen is een Nederlandse jurist.
Van Brummen was van 2006 tot 2011 lid van het College van procureurs-generaal.
Hij was onder meer verantwoordelijk voor de reorganisatie van het openbaar ministerie (werktitel: "Het OM Verandert") en de automatisering van het OM, waaronder de invoering van het nieuwe computerprocessensysteem, het zogenaamde Geïntegreerd Processysteem Strafrecht (GPS), in zijn portefeuille. 
Henk van Brummen is een geboren en getogen Rotterdammer. 
Hij studeerde rechten aan de Vrije Universiteit Amsterdam en voltooide zijn studie aan de Rijksuniversiteit Leiden, met strafrecht als hoofdrichting. 
Na zijn opleiding tot rechterlijk ambtenaar in Amsterdam en Alkmaar begon hij in 1976 als jeugdofficier van justitie in Rotterdam. In 1983 werd hij officier van justitie eerste klasse in Dordrecht. Hij stond daar onder andere aan de wieg van het bureau HALT (het woord "Halt" staat voor Het ALTernatief). 
Van 1988 tot 1995 werkte hij bij het ministerie van Justitie. Vanaf 1995-1996 als directeur-generaal, lid van de bestuursraad met de portefeuille strafrechtelijke handhaving. Van 1996-1997 werd hij gedetacheerd bij het College van procureurs-generaal waar hij een coördinerende rol had bij de reorganisatie van het Openbaar ministerie. 
Hij werd in 1997 hoofdofficier in Haarlem. In 2001 keerde hij terug naar Rotterdam en werd daar hoofdofficier. Een hoofdofficier heeft de leiding over de officieren van justitie in een bepaald arrondissement. 
Nadat bekend werd dat een onjuiste man veroordeeld is in de zogenaamde Schiedammer parkmoord heeft Van Brummen in een interview gezegd dat er door zijn parket (het arrondissementsparket Rotterdam) "absoluut juist" is opgetreden en de juiste beslissingen zijn genomen, met de wetenschap van toen.
Hij heeft in opdracht van minister Opstelten van Justitie een onderzoek gedaan naar de ontnemingsbeschikking van Cees H. Dit onderzoek leverde niets op. Later vond het actualiteitenprogramma Nieuwsuur informatie die Van Brummen niet had kunnen vinden. De commissie Oosting concludeerde in december 2015 dat het beter was geweest een onafhankelijke persoon het onderzoek uit te laten voeren. 